# Barack Osama
Barack Osama ist ein Lied aus dem Album Blaues Blut des deutschen Rappers Fler.
Es wurde am 8. Februar 2013 in Form einer Single und eines Musikvideos über das Musiklabel Maskulin veröffentlicht.

## Inhalt
Barack Osama hat Elemente des Battle-Rap: Fler wertet sich stark auf, stilisiert sich als mächtig („Wenn du mich angreifst, muss ich lachen – LOL“, „Ich komm’ vorbei und kauf deinen Arsch – das ist Geld“) und macht Gewaltandrohungen gegen ein unbestimmtes „Du“ („Ich streue Salz in deine Wunde, du kleiner Junge“). Das Szenario und die Selbststilisierung entsprechen dem Genre des Gangsta-Rap.

## Titelliste
Titelliste der CD Barack Osama von Fler; neben der Originalversion sind auf der Single auch ein „Maskulin Remix“ und eine „Instrumental Version“ vorhanden:
| # | Titel                         | Gastmusiker   | Produzent | Länge |
| - | ----------------------------- | ------------- | --------- | ----- |
| 1 | Barack Osama (Original)       |               | Hijackers | 4:28  |
| 2 | Barack Osama (Instrumental)   |               | Hijackers | 4:28  |
| 3 | Barack Osama (Maskulin Remix) | Jihad & Silla | Hijackers | 3:22  |
| 4 | Barack Osama (Musikvideo)     |               | Katapult  | 5:30  |

## Versionen
Die am 3. Februar 2013 veröffentlichte Version unterscheidet sich von der Albumversion, da im Musikvideo der Beat an manchen Stellen länger läuft und somit Pausen im Song zu hören sind. Dadurch ist das Video 5:30 Minuten lang und der Song nur 4:28 Minuten.

## Charts und Chartplatzierung
In der ersten Woche erreichte Barack Osama Platz 68 in den deutschen Singlecharts und in der folgenden Woche verließ der Song die Hitparade wieder. In Österreich und in der Schweiz konnte sich der Song nicht in den Top 100 der Singlecharts platzieren.
| ChartsChartplatzierungen | Höchstplatzierung | Wochen |
| ------------------------ | ----------------- | ------ |
| Deutschland (GfK)        | 68 (1 Wo.)        | 1      |

## Vermarktung
Am 27. Dezember 2012 wurde bekannt, dass Fler das Musikvideo zu Barack Osama am 5. Januar 2013 drehen wird. Am 30. Januar 2013 erschien dann ein Making-of zum Video auf YouTube.
Die Single ist der Vorbote zu Flers Album Blaues Blut, welches ursprünglich am 1. März 2013 erscheinen sollte, dessen Veröffentlichung dann aber doch auf den 19. April 2013 verlegt wurde. Mit der Veröffentlichung der Single Barack Osama gab der Rapper G-Hot bekannt, fortan unter dem Namen Jihad aufzutreten.

## Musikvideo
Am 3. Februar wurde das Musikvideo zu Barack Osama auf YouTube veröffentlicht. Das Musikvideo wurde von Katapult gedreht. Bislang wurde das Musikvideo auf YouTube knapp 900.000 Mal angeschaut. Es zeigt Fler vor zwei Mikrofonen, einem Politiker ähnlich, mit zwei deutschen Fahnen hinter sich. Ebenfalls wird Fler mit einer schwarzen Sonnenbrille und mit einem dunkelhäutigen Model gezeigt. In dem Musikvideo wird ein Überfall und schließlich auch noch ein Schusswechsel dargestellt. Der Rapper Silla ist auch im Video zu sehen. Laut eigener Aussage von Fler soll das Musikvideo zu Barack Osama ungefähr 40.000 Euro gekostet haben.